# Cabrel 77-87
Albums de Francis Cabrel
Photos de voyages
(1985) Sarbacane
(1989)
Cabrel 77-87 est la première compilation de Francis Cabrel, sortie le 16 novembre 1987. 
Elle reprend les principaux tubes de l'artiste sur cette période et contient le titre inédit Il faudra leur dire, écoulée à plus d'un million d'exemplaires, elle a été certifiée disque de diamant. Elle sera suivie d'une autre compilation, vingt ans après : L'Essentiel 1977-2007.
À noter que la version vinyle et cassette audio de la compilation connaît quelques légères différences sur l'ordre des titres par rapport à la version CD, qui contient un titre supplémentaire.

## Liste des titres
Version LP et K7
| No  | Titre                     | Paroles                                   | Musique                                   | Durée |
| --- | ------------------------- | ----------------------------------------- | ----------------------------------------- | ----- |
| 1.  | Petite Marie              | Francis Cabrel                            | Francis Cabrel                            |       |
| 2.  | Les Murs de poussière     | Francis Cabrel                            | Francis Cabrel                            |       |
| 3.  | Je te suivrai             | Francis Cabrel                            | Francis Cabrel                            |       |
| 4.  | C'était l'hiver           | Francis Cabrel                            | Francis Cabrel                            |       |
| 5.  | La Dame de Haute-Savoie   | Francis Cabrel                            | Francis Cabrel                            |       |
| 6.  | Je pense encore à toi     | Francis Cabrel                            | Francis Cabrel                            |       |
| 7.  | Il faudra leur dire       | Francis Cabrel                            | Francis Cabrel                            |       |
| 8.  | Question d'équilibre      | Francis Cabrel                            | Francis Cabrel                            |       |
| 9.  | La fille qui m'accompagne | Francis Cabrel, Georges Augier de Moussac | Francis Cabrel, Georges Augier de Moussac |       |
| 10. | Répondez-moi              | Francis Cabrel                            | Francis Cabrel                            |       |
| 11. | L'Encre de tes yeux       | Francis Cabrel                            | Francis Cabrel                            |       |
| 12. | Encore et encore          | Francis Cabrel                            | Roger Secco, Francis Cabrel               |       |
| 13. | Je l'aime à mourir        | Francis Cabrel                            | Francis Cabrel                            |       |

Version CD
| No  | Titre                     | Paroles                                   | Musique                                   | Durée |
| --- | ------------------------- | ----------------------------------------- | ----------------------------------------- | ----- |
| 1.  | Petite Marie              | Francis Cabrel                            | Francis Cabrel                            |       |
| 2.  | Les Murs de poussière     | Francis Cabrel                            | Francis Cabrel                            |       |
| 3.  | Je l'aime à mourir        | Francis Cabrel                            | Francis Cabrel                            |       |
| 4.  | C'était l'hiver           | Francis Cabrel                            | Francis Cabrel                            |       |
| 5.  | La Dame de Haute-Savoie   | Francis Cabrel                            | Francis Cabrel                            |       |
| 6.  | Je pense encore à toi     | Francis Cabrel                            | Francis Cabrel                            |       |
| 7.  | Il faudra leur dire       | Francis Cabrel                            | Francis Cabrel                            |       |
| 8.  | Question d'équilibre      | Francis Cabrel                            | Francis Cabrel                            |       |
| 9.  | La fille qui m'accompagne | Francis Cabrel, Georges Augier de Moussac | Francis Cabrel, Georges Augier de Moussac |       |
| 10. | Répondez-moi              | Francis Cabrel                            | Francis Cabrel                            |       |
| 11. | L'Encre de tes yeux       | Francis Cabrel                            | Francis Cabrel                            |       |
| 12. | Encore et encore          | Francis Cabrel                            | Roger Secco, Francis Cabrel               |       |
| 13. | Je te suivrai             | Francis Cabrel                            | Francis Cabrel                            |       |
| 14. | L'enfant qui dort         | Francis Cabrel                            | Georges Augier de Moussac, Francis Cabrel |       |

## Certifications
| Région                                                                                                 | Certification | Ventes/Streams |
| --- | ------------- | -------------- |
| France (SNEP)                                                                                          | Diamant       | 1 000 000*     |
| Canada (Music Canada)                                                                                  | Or            | 50 000^        |
| *Ventes selon la certification ^Mise en rayon selon la certification xNon précisé par la certification |               |                |